# Aimee Garcia
Aimee Garcia (* 28. listopadu 1978 Chicago, Illinois) je americká herečka.
Její matka pochází z Mexika, otec z Portorika. V dětství účinkovala v divadelních hrách, hrála také v televizních reklamách. V roce 1996 debutovala ve filmu The Homecoming, pravidelně se na plátně a především v televizi objevuje od roku 1999. Představila se například ve snímcích Hodná holka (2002), Španglicky snadno a rychle (2004, jako vypravěčka), Universal Signs (2008), Filmová hvězda (2008) či Robocop (2014). Hlavní role ztvárnila v seriálech Greetings from Tucson (2002–2003), All About the Andersons (2003–2004), George Lopez (2006–2007), Záchranka San Francisco (2009–2010), Dexter (2011–2013), Křižovatka smrti (2016) a Lucifer (2016–2021), významné vedlejší role hrála v seriálech American Family, Off the Map a Vegas a hostovala v mnoha dalších seriálech (Pohotovost, Angel, Kriminálka Las Vegas, Hawaii 5-0 a jiné).